# Naamah Kelman-Ezrachi

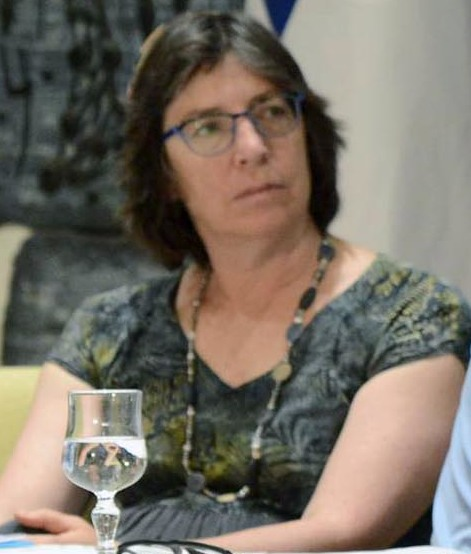
Naamah Kelman-Ezrachi 2017

Naamah Kelman-Ezrachi (hebräisch נעמה קֶלְמן-אזרחי; geboren 25. Januar 1955 in New York City), auch bekannt als Naama, ist eine in den USA geborene Rabbinerin, die als erste Frau in Israel 2002 von Rabbi Alfred Gottschalk ordiniert wurde. Von 2009 bis 2023 war sie Dekanin des Hebrew Union College-Jewish Institute of Religion in Jerusalem.

## Leben
Kelman wuchs in New York City auf als Tochter des Rabbiners Wolfe Kelman, einer führenden Person in der Conservative Judaism Bewegung, in der er für die Zulassung weiblicher Rabbiner eintrat. In der väterlichen Linie war ihr Großvater Gemeindevorsteher in Toronto und stammte von einer chassidischen Rabbinerfamilie in Polen ab. Ihr Großvater mütterlicherseits erhielt seine Ordination ebenso vom Hebrew Union College.
Sie studierte an der University of Pennsylvania und legte den Bachelor of Arts dort ab. Nach dem Umzug 1976 nach Israel erhielt sie den Master of Arts in Sozialarbeit vom Institute of Contemporary Jewry an der Hebrew University of Jerusalem. Ab 1986 wurde sie als Rabbinerin ausgebildet. Nach der Ordination engagierte sie sich in der reformjüdischen Bewegung und als Feministin.
Sie ist verheiratet mit Elan Ezrachi, einem ehemaligen Piloten der Israeli Air Force, der sich auf israelische Beziehungen mit jüdischen Gemeinden in der Diaspora fokussiert hat. Die deutsche Judaistin Miriam Rürup war Aupairmädchen in ihrer Familie.

## Einzelbelege
1. ↑  StackPath. Archiviert vom Original (nicht mehr online verfügbar) am 7. Dezember 2022; abgerufen am 28. Januar 2025 (englisch).
2. ↑  Announcing Rabbi Naamah Kelman's Plans for Retirement. Abgerufen am 28. Januar 2025 (amerikanisches Englisch).
3. ↑  Scribe | Full of naches after a High Holidays full of female rabbis. 30. September 2020, abgerufen am 28. Januar 2025 (englisch).
4. ↑  Miriam Rürup. Abgerufen am 28. Januar 2025.

| Personendaten    | Personendaten              |
| ---------------- | -------------------------- |
| NAME             | Kelman-Ezrachi, Naamah     |
| ALTERNATIVNAMEN  | Kelman, Naamah             |
| KURZBESCHREIBUNG | erste Rabbinerin in Israel |
| GEBURTSDATUM     | 25. Januar 1955            |
| GEBURTSORT       | New York City, USA         |